# Тимелійка борнейська
Тиме́лійка борнейська (Ptilocichla leucogrammica) — вид горобцеподібних птахів родини Pellorneidae. Ендемік Калімантану.

## Опис
Довжина птаха становить 15 см. Верхня частина тіла коричнева, нижня частина тіла чорнувата, поцяткована широкими білими смужками. Горло і обличчя білуваті, над очима світлі «брови». Лапи відносно довгі.

## Поширення і екологія
Борнейські тимелійки поширені в Індонезії, Малайзії і Брунеї. Вони живуть в підліску вологих рівнинних тропічних лісах. Зустрічаються парами, на висоті до 900 м над рівнем моря.

## Збереження
МСОП класифікує цей вид як вразливий. За оцінками дослідників, популяція борнейських тимелійок становить від 15 до 30 тисяч птахів. Їм загрожує знищення природного середовища.